# Падашхваргар

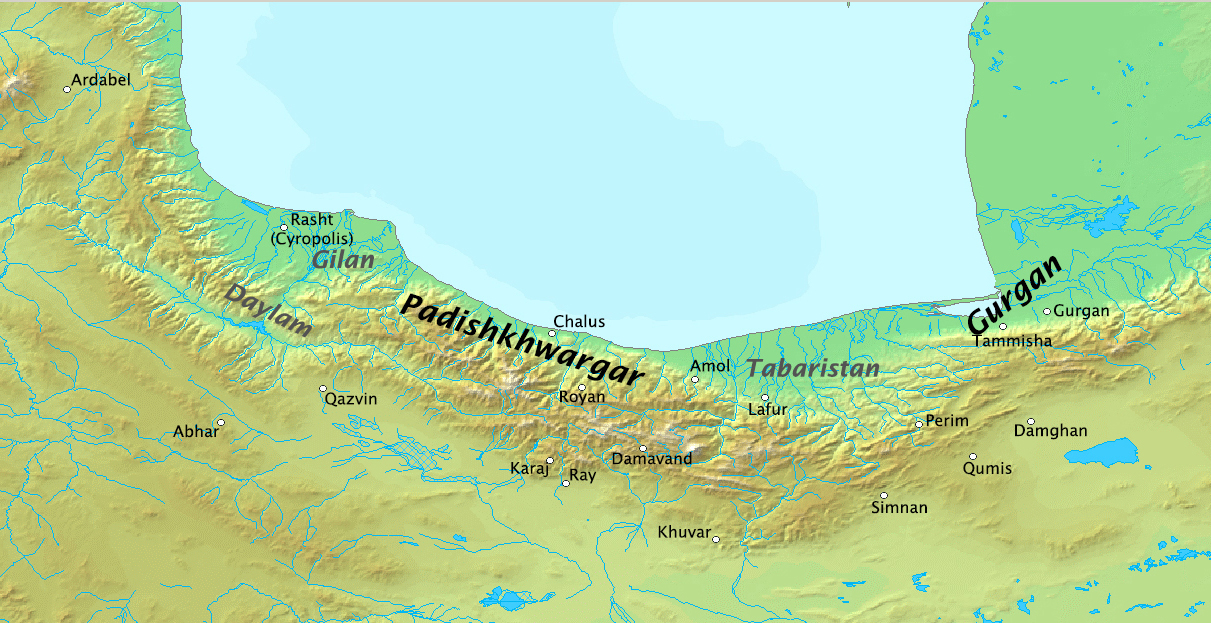
Карта северного Ирана времен Сасанидов

Падашхваргар (Padashkhvârgar)  был сасанидской провинцией в поздней античности, которая почти соответствовала нынешним провинциям Мазандаран и Гилян. Провинция граничила с Адурбадаганом и Баласаганом на западе, Гурганом на востоке и Спаханом на юге. Главными городами провинции были Амол и Чалус.

## Название
«Падишхваргар» - это бундахишнская вариация названия. На надписи Шапура I в Ka'ba-ye Zartosht провинция называется Parishkhwargar, в то время как исламские источники называют этот регион Табаристаном, что происходит от среднеперсидского Тапурстан (Страна тапуров).

## История
Во время подъема сасанидской династии Падишхваргаром правил некий Гушнасп, который помогал своему сюзерену парфянскому правителю Артабану V (годы правления 213 – 224) в его борьбе с первым сасанидским царем (шахом) Ардаширом I (годы правления 224/224 - 240/241) за право контроля над Ираном. Когда Артабан V был побежден и убит, Гушнасп стал вассалом Сасанидов. Гилян, который так и не был полностью включен в состав Сасанидской империи, все еще представлял проблему для сасанидов, поскольку сыну и преемнику Ардашира Шапуру I (годы правления 240–270) было необходимо совершить экспедицию в этот регион в 242/3 гг.
Династия Гушнаспа продолжала править Падишхваргаром до ок. 520 г., когда сасанидский шах Кавус стал новым правителем провинции. Вернувшись из экспедиции в Забулистан, Кавус восстал в ок. 532 против своего недавно коронованного брата Хосрова I (годы правления 531–579), заявившего о себе как о законном правителе империи из-за того, что он был старшим братом. Кавус потерпел поражение и в следующем году был казнен. В 550-х годах Карен из дома карен-пехлевидов получил от Хосрова I землю к югу от Амола, положив начало династии Каринвандов.

## Население
Западная часть Падишхваргара включала Гилян и Дайлам, населенные гиляками и дейлемитами, которые, скорее всего, были приверженцами той или иной формы иранского язычества, в то время как меньшинство из них были зороастрийцами и христианами. Согласно Аль-Бируни, они жили по правилу, установленному мифическим Афридуном. Они часто были связаны друг с другом и регулярно служили сасанидским военным в качестве наемников, но никогда полностью не подпадали под их сюзеренитет. Они оба говорили на северно-иранском диалекте, который по большей части был непонятен персидскому. Кадусии, смешавшиеся с гилаками, жили от побережья Каспия в горах. Мазандаран был населен племенами амардов и тапуров, которые смешались между собой. Неиранские племена анариаков и дербиков, которые жили от области Амола до Гургана, скорее всего, были ассимилированы иранцами в преобладающую популяцию мазандарани.